# Österreichischer Fertighausverband
Der Österreichische Fertighausverband (ÖFV) ist ein Zusammenschluss aus Fertighausunternehmen mit Sitz in Wien. Er wurde 1979 gegründet und sieht sich als Qualitätsgemeinschaft in der Fertighausbranche.
Außerdem bietet der Fertighausverband eine Anlaufstelle für Interessenten, die sich zum Thema Fertighausbau informieren wollen.
Nur Anbieter, die bestimmte Qualitätsstandards (z. B. die ÖNORM B2310) und Auflagen erfüllen, werden in den Verband aufgenommen.
Auch gemeinsame Forschungs- und Entwicklungsprojekte werden durch den ÖFV initiiert. Ebenso arbeitet der ÖFV in Normungsausschüssen mit. Der ÖFV ist Gründungs-Mitglied im Europäischen Fertigbauverband (EFV).

## Gütezeichen Fertighaus
Das Gütezeichen des Österreichischen Fertighausverbandes soll ein Gütesiegel für das komplette Bauwerk sein. Anhand dieser entscheidet eine Prüfkommission, ob einem Unternehmen das Gütezeichen Fertighaus verliehen wird. Diese Kriterien werden alle zwei Jahre angepasst.
Die Gütekontrollen werden von staatlich akkreditierten Prüfanstalten (etwa die Holzforschung Austria) zweimal jährlich (im Werk und auf Baustellen) durchgeführt. Die Prüfungskommission besteht aus unabhängigen Ziviltechniker, Fachleuten der Technischen Universität Wien, sowie des Austrian Standards International.
Die Prüfung umfasst Aspekte wie Prüfung der Werkstoffe, Überprüfung der Konstruktion an sich (Statik, Stärke der Isolierung).

## Mitglieder des Österreichischen Fertighausverbands
- D.E.I.N Haus mit Grund (DEIN Haus mit Grund GmbH)[4]
- Elk-Fertighaus (Elk Fertighaus GmbH)[5]
- Genböck Haus (Genböck & Möseneder GmbH)[6]
- Glorit (Glorit Bausysteme GmbH)[7]
- Griffner (Griffnerhaus GmbH)[8]
- Haas Fertigbau (Holzbauwerk GesmbH & Co KG)[9]
- Hanlo Häuser (Elk Fertighaus GmbH)[8]
- Hartl Haus (HARTL HAUS Holzindustrie GmbH)[10]
- Kampa (Kampa GmbH)[11]
- Lumar Haus (Lumar Haus GmbH)[12]
- Luxhaus (Luxhaus Vertrieb GmbH & Co. KG)[8]
- Magnum Vollholzdesign (MAGNUM Vollholzdesign GmbH)[13]
- Sonnleitner (Sonnleitner – Das Holzhaus-GmbH & Co. KG)[8]
- Vario-Bau (Vario-Bau Fertighaus GesmbH)[14]
- Wolf Systembau (Wolf Systembau GmbH)[15]
- Zenker (ELK Fertighaus GmbH)[16]

## Industriepartner
Neben seinen ordentlichen Mitgliedern vereint der Österreichische Fertighausverband auch Hersteller als Industriepartner unter seinem Dach, die als Zulieferer von Material und Know-how tätig sind und sich auch an gemeinsamen Forschungsprojekten beteiligen. Die Palette reicht dabei von Dach-, Dämm- und Fassadenmaterialhersteller über Fenster- und Türenhersteller oder Energie- und Umwelttechnik-Unternehmen bis hin zu Fertighauszentren.

## Schlichtungsstelle Fertighaus
Die Ombudsstelle Fertighaus bietet für Konsumenten eine Erstinformation, Vermittlung und Mediation bei Konflikten mit einem Fertighausunternehmen.
Dabei handelt es sich um eine unabhängige Einrichtung, die für Fragen und Anliegen um das Fertighaus zur Verfügung steht. Das Team aus einer Mediatorin nach dem Zivilrechts-Mediations-Gesetz, einem juristischen Berater sowie einem Techniker versteht sich als neutrale Instanz, deren Aufgabe nicht die Interessenvertretung einer der Konfliktparteien, sondern die neutrale Information bzw. bei Bedarf die überparteiliche Vermittlung und Beratung in einer Konfliktsituation ist.

## Akademie
Die Akademie des ÖFV soll die Mitarbeiter in den Betrieben unterstützen die Qualitätskriterien zu erfüllen.
Sie entwickelt Aus- und Fortbildungen für die Fertighausbranche.
Die Akademie des ÖFV hat keine fixe Adresse.
Die Akademie ist nicht gewinnorientiert.